# Eudaf Hen
Eudaf Hen   selon les généalogies ou Octavius selon Geoffroy de Monmouth est un roi semi-légendaire de Bretagne insulaire. Le roi fictif au nom latin Octavius semble se confondre avec Eudaf Hen, c'est-à-dire Eudaf le Vieux, personnage central des généalogies galloises.

## Octavius selon Geoffroy de Monmouth
Selon Geoffroy de Monmouth Constantin Ier, est devenu le « roi des Bretons » après la mort de son père Constance Chlore. Lorsqu'il est proclamé empereur romain à York  il doit quitter la Bretagne insulaire qu'il confie à des proconsuls. Octavius, duc des Gewissae, se rebelle contre la domination romaine, massacre les proconsuls et se proclame roi. Constantin répond en envoyant trois légions en Bretagne sous le commandement de son grand-oncle Trahern, le frère du défunt roi Coel Hen et oncle de sa mère Hélene. Trahern débarque à « Kaerperis » qu'il enlève en deux jours. Octavius rassemble ses forces pour combattre les légions romaines. Octavius attaque Trahern non loin de Winchester et est victorieux. Trahern s'enfuit en Alba c'est-à-dire en Écosse qu'il dévaste, Octavius le poursuit. Ils se rencontrent dans le Westmorland, et Octavius vaincu est obligé de revenir en Bretagne. Trahern se proclame roi, tandis qu'Octavius recherche l'aide du Gunbert « roi de Norvège ». En Bretagne insulaire, les partisans d'Octavius tendent une embuscade à Trahern et le tuent près de Londres, permettant à Octavius de revenir Une fois sur place il disperse les forces romaines, reprend le trône de la Bretagne, et acquiert  une telle quantité d'or et d'argent qu'il ne craignait personne. Il règne jusqu'à l'époque de Gratien et de Valentinien II.
Accablé par l'âge et voulant assurer l'avenir de son peuple, Octavius demande à ses conseillers qui il devait placer sur le trône. Certains ont préconisé de marier sa fille avec un noble romain d'autre de choisir son neveu Conan Mériadec. Finalement, Caradocus, duc de Cornouailles, suggère à Octavius de faire épouser sa fille unique Hélène au nouvel empereur romain, Maximianus c'est-à-dire Magnus Maximus,qui était le fils de Joelinus oncle de Constantin Ier, unissant ainsi la couronne de Bretagne à l'empire romain. Octave donne son accord, et Mauric fils de Caradoc est envoyé à Rome avec la proposition de mariage. C'est alors que Conan Mériadec un neveu d'Octavius, s'oppose à l'union et attaque Maximien lorsqu'il arrive en Bretagne. Caradoc restaure la paix et Octavius abdique le trône en faveur de Maximianus et Conan Mériadec reçoit ensuite la Petite Bretagne. Si l'on prend en compte les indications chronologiques de Geoffroy de Monmouth Octavius aurait usurpé le trône vers 306/308 et serait mort vers 380/390, soit un règne de 70/80 ans.

## Eudaf Hen
Outam Hen ou en moyen gallois Eudaf ou Eudav Hen est issu du vieux celtique Owitanos c'est-à-dire torse de dragon  (de owiw serpent/dragon & tamos tronc/torse). il appartient à une lignée du peuple cornovien de la seconde moitié du IVe siècle Dans la tradition galloise, il contrôlait le sud et le centre du Pays de Galles dans la période 350-380. Commandant du Limes contre les Saxons (comes litus Saxonicus)  il aurait épousé une fille de Carausius dont il aurait au moins quatre enfants : une fille nommé Helena ou Elen épouse de Magnus Maximus, leur fille Severa est réputée être l'épouse de Vortigern, Erbin roi de Gwent et Cynan qui devient roi de Domnonée insulaire et dont le fils est le célèbre Conan Mériadec qui est le neveu d'Octavius selon Geoffroy de Monmouth.

### Vita de Saint Gurthiern
Cette Vita utilise une orthographe archaïque de son nom, Eudaf Hen est connu comme Outham Senis c'est-à-dire Outham « le Vieux », dans une généalogie issue de la Vita de Saint Gurthiern, incluse dans le Cartulaire de Quimperlé compilé au XIe siècle.
Ce texte retrace l'ascendance de Saint Gurthiern jusqu'à la figure de l'ancêtre mythique Beli (Beli Mawr) fils de Outham fils de Maximianus (Maximus) fils de Constance le fils de Constantin le fils de Hélène « qui a porté la Croix du Christ ». Outham est réputé être le père d'une autre fils, Kenan ( Conan Meriadec), fondateur du royaume de Petit Bretagne.Les preuves suggèrent que les sources de la vita sont issues du Pays de Galles. Le compilateur de texte, un certain Gurheden, précise que sa source était un « Aidan fils de Iuthael », alors que le nom Iuthael est un nom  brittonique connu dans Pays de Galles et en Bretagne, le gaélique Aidan n'est pas attesté en Bretagne, mais il est bien connu au Pays de Galles. En outre, la généalogie de  Gurthiern correspond fortement à la descendance attribuée ailleurs par les Gallois à saint Cadoc, suggérant en outre une origine galloise.

## Le Songe de Macsen Wledig
Bien que le conte « Breudwyt Macsen Wledic » (c'est-à-dire: Le songe de Macsen Wledig) inclus dans les Mabinogion  soit connu par un manuscrit plus tardif que la version de Geoffroy de Monmouth, les deux récits sont si différents que les chercheurs conviennent le « Songe » ne peut pas être fondée uniquement sur la version de Geoffroy. Il semble également mieux s'accorder mieux avec des détails des triades galloises et il reflète peut-être une tradition plus ancienne.
Macsen Wledig, empereur de Rome, fatigué après une chasse épuisante s'endort et rêve. Il se voit suivant les fleuves et traversant la mer jusqu'à une île où il découvre une belle jeune fille dans une magnifique forteresse. Il envoie immédiatement ses hommes sur toute la terre à la recherche de son songe. Avec beaucoup de difficultés, ses envoyés trouvent la jeune fille dans un riche château au Pays de Galles, Segontium (Caernarfon), et ils lui proposent de la conduire à l'empereur. Tout ce que trouvent les envoyés est exactement comme dans son rêve, y compris la présence des jeunes frères de la fille  Cynan (Conan Meriadec) et   Gadeon, ainsi que son père, le roi  Eudaf Hen, fils de  Caradawc  ( Caradog ap Bran (en)). La jeune fille, dont le nom est Elen Llwyddawc, accepte de l'épouser mais s'il vient jusqu'à elle. Macsen sans tarder se met en route. Comme Elen est vierge, il doit donner à son père la souveraineté sur l'île de Bretagne et le commandement de trois châteaux qu'il construit pour son épouse: Caernarfon, Caerfyrddyn, Caer Llion. En l'absence de Macsen, un usurpateur s'empare du pouvoir à Rome ce qui lui interdit de revenir. Avec l'aide des hommes de la Bretagne insulaire dirigés par les frères d'Elen, Cynan et Gadeon, Macsen marche à travers la Gaule et l'Italie et reprend Rome. Par reconnaissance envers ses alliés brittoniques, Macsen les récompense avec une partie de la Gaule qui devient la Bretagne qu'il leur donne et où Cynan devient roi

## Sources
- (en) Cet article est partiellement ou en totalité issu de l’article de Wikipédia en anglais intitulé « Eudaf Hen » (voir la liste des auteurs), édition du 16 mars 2014.
- (en) Mike Ashley British Kings & Queens    Robinson (Londres 1998)  (ISBN 1841190969).
- (en) Peter Bartrum, A Welsh classical dictionary: people in history and legend up to about A.D. 1000, Aberystwyth, National Library of Wales, 1993, p. 291 EUDAF HEN ap CARADOG. (Legendary). (310)
- Histoire des rois de Bretagne, traduit et commenté par Laurence Mathey-Maille, Édition Les belles lettres, coll. « La roue à livres », Paris, 2004,  (ISBN 2-251-33917-5)
- Alan-Joseph Raude L'origine géographique des Bretons armoricains Dalc'homp Sonj Lorient (1996)  (ISBN 2905929103)
- Léon Fleuriot Les origines de la Bretagne Payot Paris (1980)  (ISBN 2228127108).